# Bedenkzeit
Die Bedenkzeit ist – insbesondere bei Strategiespielen wie Schach oder Go – diejenige Zeit, die einem Spieler zur Verfügung steht, um seine Züge auszuführen. Im Wettkampf ist die Regelung der Bedenkzeit wichtig, damit sich kein Spieler durch besonders langes Nachdenken einen Vorteil verschaffen oder den Fortgang des Spiels in unsportlicher Weise verzögern kann. Zusätzlich erleichtert eine solche Regelung die zeitliche Planung nachfolgender Runden. Besonders kurze Bedenkzeitregelungen stellen an die Spieler eine hohe Herausforderung und werden als spezielle Disziplinen betrachtet (siehe beispielsweise Blitzschach). Üblicherweise wird die Bedenkzeit mit speziellen Uhren kontrolliert, zum Beispiel mit Schachuhren. 
Im weiteren Sinn ist Bedenkzeit die Zeit, die jemand vor einer Entscheidung (z. B. für oder gegen einen Vertragsabschluss) hat, um eben diese Entscheidung zu überdenken.
In einigen Ländern ist vor einem Schwangerschaftsabbruch eine Bedenkzeit vorgeschrieben, z. B. in Belgien sechs Tage, in Deutschland drei Tage gemäß § 218a Absatz 1 Nr. StGB bzw. § 2a Absatz 2 SchKG. Dagegen dauert hier die Bedenkzeit vor einer Änderung des Geschlechtseintrags drei Monate (§ 4 SBGG), vor einer Ehescheidung ein Jahr § 1565 Absatz 2 BGB.

## Länge der Bedenkzeit beim Schach
In gewöhnlichen Turnierpartien hat ein Spieler in der Regel deutlich mehr als eine Stunde für die gesamte Partie zur Verfügung. Häufig bekommen beide Spieler nach einer bestimmten Zugzahl eine Zeitgutschrift (Inkrement). In der Schachbundesliga erhält beispielsweise jeder Spieler für die ersten 40 Züge 100 Minuten und weitere 50 Minuten danach, zuzüglich 30 Sekunden pro Zug. Eine Partie von 60 Zügen Länge kann also maximal 360 Minuten dauern. Diese oder eine vergleichbare Bedenkzeitregelung wird als „klassisches Schach“, „Normalschach“ oder als „Langpartie“ bezeichnet.
Beträgt die Bedenkzeit zwischen 10 und 60 Minuten pro Spieler, spricht man von „Schnellschach“, bei drei bis zehn Minuten pro Spieler von „Blitzschach“ und bei weniger als drei Minuten von „Bullet-Schach“.

## Bedenkzeitmodi

### Absolute Zeit (Sudden Death)
Folgende Regelung ist die einfachste: Jedem Spieler wird ein Zeitkontingent zugewiesen, das ihm für die gesamte Partie zur Verfügung steht. Hat ein Spieler sein Kontingent aufgebraucht, hat er verloren, vorausgesetzt, der Gegner verfügt noch über mindestens einen Bauern oder genügend Material, um Matt zu setzen. Dadurch steht zu Beginn fest, dass die Partie nicht länger dauern kann als die Summe der Zeitkontingente der Spieler.
Verwendung:
- Schnellschach – 10 bis 60 Minuten Bedenkzeit
- Blitzschach – drei bis zehn Minuten Bedenkzeit
- Bullet-Schach – weniger als drei Minuten Bedenkzeit

Vorteile:
- Einfach zu verstehen.
- Die Maximaldauer einer Partie steht vor Beginn der Partie fest.
- Häufig dramatische Endphasen, wenn beide Spieler in Zeitnot geraten (insbesondere bei kurzen Bedenkzeiten). Die Spannung, die dadurch aufgebaut wird, wird von Zuschauern und manchmal auch von den beteiligten Spielern als attraktiv betrachtet.
- Mit einer mechanischen Schachuhr umsetzbar.

Nachteile:
- Die Spieler müssen während des Spiels abschätzen, wie viele Züge die Partie noch dauern wird, um ihre Restbedenkzeit dementsprechend einteilen zu können.
- Die durchschnittliche Bedenkzeit pro Zug hängt von der Gesamtzahl der Züge einer Schachpartie ab.
- Ein Spieler, der einmal in Zeitnot geraten ist, bleibt es bis zum Ende der Partie. Dabei verschlimmert sich die Zeitnot mit jedem Zug. Sein Gegner kann dann – wenn es nicht durch zusätzliche Regeln verhindert wird – auf Zeit spielen, d. h. so lange Wartezüge machen, bis er durch Zeitüberschreitung gewinnt, selbst wenn seine Stellung objektiv betrachtet deutlich schlechter ist.
- Unter Umständen bleibt einem Spieler in technisch gewonnener Stellung nicht die Zeit zur rein mechanischen Ausführung der Züge bis zum Matt.

### Guillotine-Modus
Der Guillotine-Modus wird meist bei Schachpartien mit langer Bedenkzeit angewendet. Hierbei wird das Spiel in mehrere Phasen eingeteilt. In den ersten Phasen muss innerhalb einer vorgegebenen Bedenkzeit eine festgelegte Anzahl von Zügen gemacht werden. In der Abschlussphase steht ein festes Bedenkzeitkontingent für den Rest der Partie zur Verfügung. Der Fall des Fallblättchens nach einer der ersten Phasen bedeutet hier, gleich dem Fall der Klinge einer Guillotine, das vorzeitige Aus für einen Spieler. Verbreitete Zeitvorgaben sind 1 h 45 min/40 Züge und 15 min/Rest, 2 h/40 Züge und 1 h für den Rest – der gewöhnliche Turniermodus – und 2 h/40 Züge, 1 h/20 Züge und 1 h für den Rest. Die maximale Gesamtspieldauer ergibt sich aus der Summe der einzelnen Bedenkzeiten. Die durchschnittliche Zugbedenkzeit kann in den einzelnen Abschnitten sehr unterschiedlich sein.
Vorteile:
- Maximale Partiedauer steht vor Beginn fest.
- Mit analogen Schachuhren spielbar.
- Die insgesamt zur Verfügung stehende Bedenkzeit ist bei Partien mit größerer Zugzahl länger.

Nachteile:
- Ein Spieler kann kurz vor der Zeitkontrolle in Zeitnot sein und kurz danach über ein sehr umfangreiches Zeitkonto verfügen. Dadurch ergibt sich unter Umständen ein wenig kontinuierlicher Partieverlauf.

### Normales Byo-Yomi
Jeder Spieler hat eine Grundbedenkzeit und eine bestimmte Anzahl an gleich langen Nachspielperioden (Beispiel: 20 Minuten + 5 × 30 Sekunden).
Wenn die Grundbedenkzeit abgelaufen ist, fängt die Zeit der ersten Nachspielperiode an zu laufen. Sobald ein Zug beendet ist, verfallen alle vollständig abgelaufenen Nachspielperioden. Die Nachspielperiode, die gerade läuft, wird wieder auf die Nachspielzeit aufgestockt.
Hat der Spieler alle Nachspielperioden verbraucht, ist das Spiel verloren.
Aufgrund mehrerer Nachspielperioden kann im Gegensatz zum Fischer- und Bronstein-System hier keine maximale Gesamtspieldauer mathematisch bestimmt werden.

### Kanadisches Byo-Yomi
Jeder Spieler hat eine Grundbedenkzeit und eine Nachspielzeit, in der eine bestimmte Anzahl Züge ausgeführt werden muss
(Beispiel: 20 Minuten + 5 Minuten/20 Züge).
Wenn die Grundbedenkzeit abgelaufen ist, fängt die erste Nachspielperiode an. Die Uhr wird auf die Nachspielzeit eingestellt. Beim Go legt der Spieler sich die entsprechende Anzahl der Steine vor das Brett und deckt den Steinvorrat mit dem Deckel der Dose zu, um nicht aus Versehen Steine von dort zu nehmen. Die Zeit beginnt zu laufen. Nun gibt es zwei Möglichkeiten:
1. Die Züge sind ausgeführt, aber es ist noch Zeit übrig: Die nächste Nachspielperiode fängt an, mit neuer Zeit und neuen Steinen.
2. Die Zeit ist abgelaufen, aber es sind noch Steine da: Der Spieler hat verloren.

Die maximale Gesamtspieldauer beträgt in diesem Modus Grundbedenkzeit + (Nachspielzüge/Züge für eine Nachspielzeit)*Nachspielzeit
Verwendung:
- Go

Vorteile:
- Kann mit analogen Schachuhren durchgeführt werden.

Beim progressiven kanadischen Byo-Yomi steigt die Anzahl der Züge, die in jeweils einer Nachspielperiode ausgeführt werden müssen.

### Fischer-System
Jeder Spieler hat eine Grundbedenkzeit, zu der vor jedem Zug eine Zeitgutschrift addiert wird
(Beispiel: 3 Minuten + 10 Sekunden/Zug). Das System wurde von dem Schachweltmeister Bobby Fischer entwickelt. Die maximale Dauer einer Partie beträgt hier 2 × (Grundbedenkzeit + Zuganzahl × Zeitgutschrift). Die Zeitgutschrift pro Zug wird auch Inkrement genannt.
Verwendung:
- Schach

Vorteile:
- Bei Spielen, deren maximale Zugzahl im Voraus bekannt ist, kann die benötigte Zeit gut abgeschätzt werden.
- Es geht keine Zeit verloren, wenn man für einen Zug nicht länger als die zur Grundbedenkzeit addierte Zeitgutschrift benötigt.
- Die Spieler können durch schnelles Ziehen sogar Bedenkzeit ansammeln, wodurch ein reines Spielen auf Zeit nicht möglich bzw. sinnvoll ist.
- In technisch gewonnenen Stellungen, bei denen ein erfahrener Spieler praktisch keine Denkarbeit verrichten muss, bleibt immer genug Zeit zur Ausführung der Züge.

Nachteil:
- Dieses System kann nicht mit analogen Schachuhren angewandt werden.

### Bronstein-System
Die Bedenkzeit setzt sich aus einer Grundbedenkzeit und einer Zugbedenkzeit zusammen
(Beispiel: 5 Minuten + 10 Sekunden/Zug). Das System wurde von David Bronstein, einem Schachgroßmeister, entwickelt.
Sobald ein Spieler am Zug ist, fängt die Uhr nicht gleich an zu laufen, sondern erst nach Ablauf der Zugbedenkzeit (sogenanntes „Delay“). Erst wenn ein Spieler für einen Zug länger als die Zugbedenkzeit benötigt, verringert sich seine Grundbedenkzeit. In der Regel ist die Gesamtbedenkzeit einer Partie bei gleicher Grund- und Zugbedenkzeit geringer als im Fischer-System, da die nicht verbrauchten Zugbedenkzeiten nach jedem Zug verfallen. Die Möglichkeit, Bedenkzeit wie beim Fischer-Modus zu kumulieren, existiert nicht.
Bei digitalen Schachuhren wie der DGT 3000 beginnt die Uhr sofort zu laufen, mit Betätigen des Hebels wird jedoch der Delay wieder hinzuaddiert.
Nachteil des Systems: Wenn man für einen Zug weniger als die Zugbedenkzeit braucht, ist die restliche Zeit verloren.

### Gemeinsame Sanduhr
Bei dieser Bedenkzeitvariante haben beide Spieler zu Beginn ein festes Bedenkzeitkontingent. Wie bei einer Sanduhr bleibt die Summe der Bedenkzeiten konstant. Die „verbrauchte“ Bedenkzeit eines Spielers wird dem anderen Spieler gutgeschrieben. Somit ist lediglich die Zeit pro Zug beschränkt, nicht jedoch die Gesamtzeit der Partie. Erstere schwankt je nach Stand der Sanduhr zwischen einer Sekunde und dem doppelten der Startbedenkzeit.
Ein Spieler verliert das Spiel auf Zeit, wenn seine Bedenkzeit länger dauert als diejenige seines Gegenspielers plus das Startzeitkontingent. Die Maximaldauer einer Partie beträgt hier Startbedenkzeit + 2 × Zuganzahl × Startbedenkzeit.
Vorteile:
- Die Spieler können sich die Zeit frei einteilen. Es geht keine Zeit verloren.

Nachteile:
- Bei Verwendung einer herkömmlichen Sanduhr muss diese zu Beginn des Spiels genau auf die Hälfte der Zeit eingestellt werden.

### Zeitstrafen
Diese Systeme verhängen Strafpunkte, wenn ein Spieler seine Bedenkzeit überschreitet. Beim Go mit Ing-Regeln gibt es Strafpunkte für das Überschreiten der Grundbedenkzeit und der Nachspielperioden.
In Scrabble-Turnieren ist die Bedenkzeit auf 25 Minuten pro Mannschaft festgelegt, und für jede angefangene Minute, die darüber hinausgeht, gibt es 10 Strafpunkte.